# Сестии
Сестиите (gens Sestia) са патриции фамилия от Древен Рим.
- Вибий Сестий Капитолин, дядо на консула от 452 пр.н.е.
- Публий Сестий Капитолин, баща на консула от 452 пр.н.е.
- Публий Сестий Капитолин Ватикан, консул 452 пр.н.е.
- Публий Сестий, квестор 414 пр.н.е.
- Луций Сестий, народен трибун, баща на Публий Сесций
- Публий Сесций (Сестий), претор, баща на суфектконсула от 23 пр.н.е.; 56 пр.н.е. Цицерон пише реч "pro Sestio".
- Луций Сесций Албаниан Квиринал (Сестий), суфектконсул 23 пр.н.е.